# Saša Cilinšek
Saša Cilinšek est un footballeur serbe, né le 28 janvier 1982 à Novi Sad en Serbie.

## Biographie
Sasa Cilinsek a notamment participé aux tours préliminaires (élimination en barrages par le FC Zurich) de la Ligue des champions de l'UEFA lors de la saison 2009/2010 avec le FK Ventspils, club letton avec qui il fut champion l'année précédente. Il avait également été appelé en équipe nationale de Serbie des moins de 17 ans en 1998 puis avec l'Équipe de Serbie espoirs en 2002.
Recruté par l'Évian Thonon Gaillard Football Club en 2010, à l'occasion de la promotion en Ligue 2 des savoyards, il ne joue que deux matchs avec l'équipe première.
Conservé l'année suivante, alors que le club est monté en Ligue 1, il ne joue qu'en équipe réserve, avant d'être laissé libre par les dirigeants chablaisiens.
Le Serbe reste six mois sans club et s'entraîne avec l’Union nationale des footballeurs professionnels. Un temps pressenti au FC Stade Nyonnais (troisième division suisse), il revient finalement à l'ETG où il signe un contrat amateur et fait ainsi partie de l’effectif de la réserve. Cilinsek est dans le groupe dès le samedi suivant son arrivée face à Pontarlier bien qu'il commence la rencontre sur le banc.
En novembre 2013, le joueur s'engage avec le CS Amphion-Publier, club promu en Honneur Régional (deuxième niveau régional).
En février 2014, il s'engage avec le club serbe de l'Étoile rouge de Belgrade, mais ne joue aucun match avec l'équipe première et quitte le club en juillet.
Durant la saison 2014-2015, il joue successivement pour deux clubs suisses : tout d'abord Urania Genève Sport puis Lancy FC.

## Palmarès
- Dyskobolia
  - Vainqueur de la Coupe de Pologne en 2005

- FK Ventspils
  - Champion de Lettonie en 2007 et 2008

- Évian TGFC
  - Champion de Ligue 2 en 2011